# Системи контролю якості на базі ЕОМ
Автоматизоване забезпечення якості (англ. Computer-aided quality assurance, CAQ) - інженерне застосування комп'ютерів  для визначення та перевірки якості продукції.
Це включає в себе:
- Управління вимірювальним обладнанням
- Огляд товарів
- Контроль рейтингу виробників
- Побудову різноманітних діаграм
- Статистичний контроль процесів (SPC)
- Ведення документації

Додатково:
- Розширене планування якості продукції (APQP)
- Аналіз та виявлення найкритичніших виробничих процесів (FMEA)
- Аналіз допусків з використанням конструкторської і технологічної документації (Product and manufacturing information, PMI) на моделях САПР
- Комп'ютерний огляд з координатно-вимірювальною машиною
- Порівняння даних, отриманих  3D скануванням фізичних деталей і моделюванням.